# En aparté
En aparté est une émission de télévision française présentée par la journaliste Pascale Clark et diffusée en clair sur Canal+ entre septembre 2001 et juin 2007. Elle reprend en 2021 avec Nathalie Levy en voix-off.

## Concept
Conçue par Alexandre Drubigny, animée par la journaliste Pascale Clark et produite par Angel productions, En aparté se déroule dans un appartement intimiste recréé en studio. L'invité de l'émission est seul dans ce studio : Pascale Clark, qui n'est pas présente physiquement à l'antenne, dialogue avec lui en voix-off. L'invité est amené à réagir sur l'actualité en général et sur son actualité personnelle, sa biographie et sur les événements qui le touchent. Seule dans le loft, la personne se déplace dans l'appartement selon les indications de Pascale Clark, qui peut leur demander de s'asseoir sur le canapé, sur une chaise de bar, devant un écran géant ou même devant un miroir…
La tradition veut que la personnalité choisisse un morceau de musique en fin d'émission et réalise son autoportrait à l'aide d'un Polaroid rouge, souvent caché aux quatre recoins de l'appartement.
L'émission est reprise par Nathalie Levy le 16 septembre 2021. Le concept est similaire, les invités sont amenés à se mouvoir dans un appartement fictif remplis d'objets personnels et de références à leur travail, à leur vie. La tradition de la photo polaroïd est également conservée. L'émission, d'environ une demi-heure, est diffusée à 20h sur la chaine de Canal+.

## Historique
En aparté est créée en septembre 2001 avec une diffusion de deux épisodes de quinze minutes environ, chaque samedi aux alentours de 14h.
À partir de septembre 2006, l'émission devient quotidienne avec un format un plus long pour occuper la case du midi du lundi au vendredi. Un journal télévisé présenté par Charlotte Le Grix de La Salle puis Stéphanie Renouvin, Le Zapping et un débat entre trois journalistes ou écrivains occupent la première partie de l'émission. La deuxième partie est axée sur l'invité du jour, rejoint en fin d'émission par un chroniqueur comme Nicolas Rey ou Mademoiselle Agnès. En toute fin d'émission, Yassine Belattar propose une chronique À la télé ce soir, présentant avec humour le programme télévisé du soir.

En décembre 2006, Samuel Étienne devient le joker de Pascale Clark.

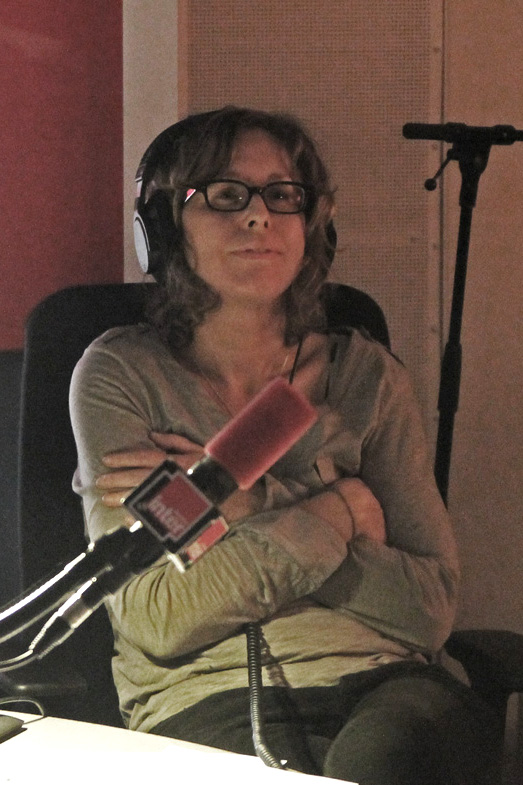
Pascale Clark, animatrice de l'émission jusqu'en 2007.

L'émission étant devenue quotidienne et diffusée chaque jour en direct à la rentrée 2006, un remplaçant était devenu nécessaire pour les absences ponctuelles de Pascale Clark. Le 20 mars 2007, Pascale Clark fête la 500e de son émission En aparté avec la présence de Yannick Noah.
Pendant la campagne pour l'élection présidentielle française de 2007, l'émission a reçu tour à tour chacun des candidats, excepté Nicolas Sarkozy.
En raison d'audiences jugées décevantes (entre 2 et 4 % de part de marché en moyenne) par Canal+, En aparté s'achève le 29 juin 2007 en compagnie des invités les plus marquants de l'émission.
En septembre 2007, Samuel Étienne reprend la case avec L'Édition spéciale, émission qui mêle dans une nouvelle formule humour et actualité.
L'émission est reprise en 2021 avec la voix de Nathalie Levy. Elle est diffusée en clair du lundi au vendredi à 20h30, à partir du 16 septembre.

## Liste des émissions

### 2001
| N° | Date          | Invité            | Promotion                                             |
| -- | ------------- | ----------------- | ----------------------------------------------------- |
| 1  | 1er septembre | Jane Birkin       | Ceci est mon corps de Rodolphe Marconi                |
| 2  | 1er septembre | Corinne Lepage    | Candidate à Élection présidentielle française de 2002 |
| 3  | 8 septembre   | Gad Elmaleh       | La Vie normale                                        |
| 4  | 8 septembre   | François Hollande | Premier secrétaire du Parti socialiste                |
| 5  | 15 septembre  | Guillaume Canet   | Vidocq de Pitof                                       |
| 6  | 15 septembre  | Loana             | Elle m'appelait... miette                             |

### 2022
| Date         | Invité                             | Promotion                                            |
| ------------ | ---------------------------------- | ---------------------------------------------------- |
| 21 avril     | Paul Mirabel                       | Zèbre (spectacle)                                    |
| 15 septembre | Florence Foresti                   | Désordres                                            |
| 19 septembre | Catherine Frot                     | Lorsque l'enfant paraît                              |
| 20 septembre | Benjamin Biolay                    | Saint-Clair                                          |
| 21 septembre | Olivier Nakache et Éric Toledano   |                                                      |
| 22 septembre | Evan Fournier                      |                                                      |
| 23 septembre | Léa Drucker                        | La Guerre des mondes                                 |
| 27 septembre | Virginie Efira                     | Revoir Paris et Les Enfants des autres               |
| 28 septembre | Bigflo et Oli                      | Les autres c'est nous                                |
| 29 septembre | Ahmed Sylla                        | Les Femmes du square                                 |
| 4 octobre    | Jacques Weber                      | L'Origine du mal                                     |
| 5 octobre    | Louis Chedid                       | En noires et blanches (Parce ce que – La Collection) |
| 7 octobre    | Yann Moix                          |                                                      |
| 10 octobre   | Enrico Macias                      |                                                      |
| 11 octobre   | Nicolas Batum                      |                                                      |
| 14 octobre   | Malik Bentalha                     | Jack Mimoun et les Secrets de Val Verde              |
| 17 octobre   | Stéphane Bern                      | Les secrets de... l'Élysée                           |
| 18 octobre   | Slimane                            | Chroniques d'un cupidon                              |
| 19 octobre   | Didier Barbelivien                 | Didier Barbelivien                                   |
| 20 octobre   | Emmanuelle Bercot                  |                                                      |
| 24 octobre   | Yannick Noah                       | La Marfée                                            |
| 25 octobre   | Jean-Pierre Darroussin             | L'école est à nous                                   |
| 27 octobre   | Chantal Ladesou                    |                                                      |
| 31 octobre   | Carla Bruni                        |                                                      |
| 1er novembre | Nicolas Bedos                      | Mascarade                                            |
| 3 novembre   | Pio Marmaï                         | La Fracture                                          |
| 7 novembre   | M. Pokora                          | Épicentre                                            |
| 8 novembre   | Camille Chamoux                    | Pétaouchnok                                          |
| 9 novembre   | Clovis Cornillac                   | Couleurs de l'incendie                               |
| 10 novembre  | Jenifer Bartoli                    | No 9                                                 |
| 11 novembre  | Jean Todt                          |                                                      |
| 14 novembre  | Gad Elmaleh                        | Reste un peu                                         |
| 15 novembre  | Fary                               | Aime-moi si tu peux                                  |
| 16 novembre  | Ana Girardot                       | La Maison                                            |
| 17 novembre  | Kendji Girac                       | L'École de la vie                                    |
| 21 novembre  | Samir Nasri                        |                                                      |
| 22 novembre  | Bilal Hassani                      | Théorème                                             |
| 23 novembre  | Roschdy Zem                        | Les Miens                                            |
| 24 novembre  | Stanislas Wawrinka                 |                                                      |
| 28 novembre  | Bernard Lavilliers                 |                                                      |
| 29 novembre  | Sami Bouajila                      | Les Miens                                            |
| 30 novembre  | Pomme                              |                                                      |
| 1er décembre | José Garcia                        | Le Torrent                                           |
| 5 décembre   | Claudio Capéo                      | Rose des vents                                       |
| 6 décembre   | Sylvie Testud                      | Tout le monde savait                                 |
| 7 décembre   | Gustave Kervern et Benoît Delépine | En même temps                                        |
| 8 décembre   | Serge Lama                         | Aimer                                                |
| 12 décembre  | Patrick Bruel                      | Encore une fois                                      |
| 13 décembre  | Jérémy Ferrari                     |                                                      |
| 14 décembre  | Vincent Lacoste                    | Le Parfum vert                                       |
| 15 décembre  | Zazie                              | Aile-P                                               |
| 19 décembre  | Gérard Jugnot                      | Le petit Piaf                                        |
| 28 décembre  | Mathilde Seigner                   | Chœur de rockers                                     |
| 29 décembre  | Chantal Goya                       |                                                      |